# Bertrand-Charles-Henri-René de Reboul
Bertrand-Charles-Henri-René de Reboul, francoski general, * 16. avgust 1890, † 23. maj 1968.